# Margareta Arvay
Margareta Arvay (geboren 1. Oktober 1937 in Sinersig, Königreich Rumänien) ist eine ehemalige rumänische Skilangläuferin.
Sie nahm bei den Olympischen Winterspielen 1956 im Rennen über 10 Kilometer teil. Da sie von dem Rennen disqualifiziert wurde, schaffte sie es als einzige Starterin nicht in die Wertung.